# Twisted Pixel Games
Twisted Pixel Games é uma desenvolvedora de jogos eletrônicos estadunidense fundada por Michael Wilford, Frank Wilson e Josh Bear em 2006 e com sede em Austin, Texas. Originalmente uma empresa contratada, a Twisted Pixel desenvolve jogos baseados em suas próprias propriedades intelectuais, como The Maw, Splosion Man, Comic Jumper e Ms. Splosion Man. A empresa usa seu próprio motor de jogo, conhecida como Beard, para alimentar seus jogos. Em 12 de outubro de 2011, foi anunciado que a Twisted Pixel havia se tornado parte da Microsoft Studios. No entanto, a Twisted Pixel se separou da Microsoft e tornou-se uma empresa independente novamente em 30 de setembro de 2015. Em novembro de 2021, a empresa se tornou uma subsidiária da Oculus Studios.

## História
A Twisted Pixel Games foi fundada em 2006 pelos veteranos da indústria Michael Wilford, Frank Wilson e Josh Bear. A empresa foi contratada primeiro para os jogos da agora extinta Midway Games, fornecendo trabalho de engenharia para NBA Ballers: Chosen One e Blitz: The League II. Em 2008, a Twisted Pixel anunciou que seu foco havia mudado para jogos distribuídos digitalmente com base em suas próprias novas propriedades intelectuais. Em 2008, a empresa mudou-se de Madison, Indiana, para sua localização atual em Austin. De acordo com o então CEO, Michael Wilford, a mudança foi para "aproveitar um pool de talentos mais amplo.".
Inicialmente, a Twisted Pixel escolheu o WiiWare como seu serviço. Falando sobre o estado planejado do serviço em 2005, Wilford disse: "Naquela época, o WiiWare foi planejado para ser mais como o Xbox Live Arcade." Ele observou que os planos originais para o serviço exigiriam que as empresas enviassem jogos à Nintendo para aprovação, semelhante ao processo de envio que a Microsoft usa para o Xbox Live Arcade. As primeiras discussões com a Microsoft não foram positivas, mas Wilford afirmou que a Nintendo estava ansiosa para trabalhar com eles. "Twisted Pixel foi a primeira empresa a receber luz verde para o WiiWare." Posteriormente, a Nintendo mudou seu modelo WiiWare para um que não exigia nenhum processo de envio. A Twisted Pixel optou por não usar o serviço e continuou conversando com a Microsoft. Em 2007, Wilford se encontrou com David Every, o planejador de portfólio do Xbox Live Arcade na época. Twisted Pixel lançou vários jogos, incluindo The Maw, que se tornou seu primeiro título Xbox Live Arcade.
Lançado em 21 de janeiro de 2009, The Maw conta a história do extraterrestre Frank e uma criatura roxa, amorfa chamada The Maw, que fez um pouso forçado de sua espaçonave em um planeta alienígena. Seu segundo título, 'Splosion Man, é um jogo de plataforma onde os jogadores controlam um experimento científico que escapou com a capacidade de explodir a si mesmo repetidamente. Foi lançado em 22 de julho de 2009. O terceiro título de Twisted Pixel, Comic Jumper: The Adventures of Captain Smiley foi lançado em 6 de outubro de 2010. Os jogadores controlam o Capitão Smiley, um herói de quadrinhos cujos quadrinhos são mal recebidos. Buscando ajuda do Twisted. Em 3 de dezembro de 2010, Twisted Pixel anunciou Ms. Splosion Man, uma continuação de Splosion Man de 2009. Foi lançado em 13 de julho de 2011.
Em 1º de fevereiro de 2011, a empresa revelou seu quinto jogo original, The Gunstringer, um jogo de tiro em terceira pessoa projetado para uso com o periférico Kinect. O jogo foi originalmente planejado para ser o primeiro jogo Xbox Live Arcade a ser apresentado como um título Kinect, mas em vez disso se tornou um lançamento de varejo. É definido como uma peça de ação ao vivo ambientada no Velho Oeste. O protagonista, morto por seu pelotão, ressuscitou e busca vingança. As sequências de ação ao vivo para o jogo foram filmadas no O Teatro Paramount em Austin, onde a empresa está localizada.
Em 30 de setembro de 2015, a Twisted Pixel Games anunciou que havia se separado da Microsoft Studios e se tornado um estúdio independente novamente.
Seus jogos foram geralmente bem recebidos pela crítica e, coletivamente, ganharam vários prêmios. The Maw ganhou o prêmio Escolha do Público de 2008 no PAX10, e foi finalista do Festival de Jogos Independentes de 2009. Splosion Man foi votado pela comunidade Xbox Live como o Melhor Jogo Arcade Original do Xbox Live de 2009. Em uma classificação de setembro de 2010, IGN o listou em décimo primeiro lugar em seus vinte e cinco títulos do Xbox Live Arcade de todos os tempos. Ele também recebeu vários prêmios Best of E3 em 2009. Capitão Smiley, o personagem principal de Comic Jumper, recebeu o prêmio de Melhor Novo Personagem da Revista oficial do Xbox em 2010.
Em 14 de novembro de 2018, foi anunciado que a Sra. Splosion Man seria lançada no Nintendo Switch em 22 de novembro.
Em 5 de dezembro de 2021, o site foi atualizado para anunciar que algumas mudanças estão chegando. Por meio de documentos legais da Comissão Federal de Comércio dos Estados Unidos (FTC), tornou-se público que a Twisted Pixel Games foi adquirida pela Meta em novembro de 2021.

## Tecnologia
Todos os jogos da Twisted Pixel são movidos pelo Beard, um mecanismo proprietário para competir com o Unreal Engine da Epic Games. O conteúdo é desenvolvido com o editor Razor proprietário da empresa em conjunto com o conjunto de ferramentas de animação Granny 3D da RAD Game Tools. O Razor pode ser adaptado para desenvolver em configurações 3D ou 2.5D. Os jogos são programados usando Lua, o que permite que os desenvolvedores compartilhem o código entre os títulos.

## Jogos Desenvolvidos
| Ano  | Titulo                                         | Plataforma(s)                                | Gênero                                                      |
| ---- | ---------------------------------------------- | -------------------------------------------- | ----------------------------------------------------------- |
| 2009 | The Maw                                        | Microsoft Windows, Xbox 360                  | Jogo eletrônico de ação e aventura                          |
| 2009 | 'Splosion Man                                  | Xbox 360                                     | Jogo eletrônico de ação, Jogo eletrônico de plataforma      |
| 2010 | Comic Jumper: The Adventures of Captain Smiley | Xbox 360                                     | Jogo eletrônico de rolagem lateral, beat 'em up             |
| 2011 | Ms. Splosion Man                               | Microsoft Windows, Nintendo Switch, Xbox 360 | Jogo eletrônico de plataforma                               |
| 2011 | The Gunstringer                                | Xbox 360                                     | Tiro em terceira pessoa, atirador ferroviário               |
| 2011 | The Wavy Tube Man Chronicles                   | Xbox 360, Microsoft Windows                  | Tiro em terceira pessoa, Jogo eletrônico de rolagem lateral |
| 2013 | LocoCycle                                      | Microsoft Windows, Xbox 360, Xbox One        | Jogo eletrônico de corrida, combate veicular                |
| 2017 | Wilson's Heart                                 | Oculus Rift                                  | Horror, Jogo eletrônico de aventura                         |
| 2018 | B-Team                                         | Oculus Go                                    | Jogo eletrônico de ação e aventura                          |
| 2019 | Defector                                       | Oculus Rift                                  | Tiro em primeira pessoa                                     |
| 2019 | Path of the Warrior                            | Oculus Rift                                  | Beat'em up                                                  |

## Referencia
1. ↑  «Twisted Pixel Games torna-se independente (de novo)». 30 de setembro de 2015. Consultado em 3 de janeiro de 2018
2. 1 2  Kumar, Mathew (9 de julho de 2008). «Perguntas e respostas: Wilford do Twisted Pixel sobre ser engolido pela boca». Gamasutra. Consultado em 20 de janeiro de 2011
3. ↑  «GameSetInterview: 'Cenas deletadas de The Maw – uma abordagem de pixel distorcido para DLC'». Game Set Watch. 18 de março de 2009. Consultado em 7 de abril de 2009
4. 1 2 3  "Game Informer" (September 2011). The Zen of Twisted Pixel
5. ↑  Whitehead, Dan (29 de janeiro de 2009). «Revisão do Xbox 360 do Maw». Eurogamer. Consultado em 8 de outubro de 2010
6. ↑  Sessler, Adam (15 de junho de 2009). «Prévia prática do Splosion Man». G4TV. Consultado em 15 de outubro de 2010
7. ↑  OXM Staff (4 de outubro de 2010). «Comic Jumper: As Aventuras do Capitão Smiley». Official Xbox Magazine UK. Consultado em 6 de outubro de 2010
8. ↑  Grant, Christopher (3 de dezembro de 2010). «Ms. Splosion Man faz sua estréia, explodindo 'outono de 2011'». Joystiq. Consultado em 3 de dezembro de 2010
9. ↑  Fletcher, JC (26 de janeiro de 2011). «Twisted Pixel filmando vídeo em Austin para jogo não anunciado». Joystiq. Consultado em 2 de março de 2011
10. ↑  Dyer, Mitch (30 de setembro de 2015). «LocoCycle Developer Twisted Pixel é um estúdio independente novamente». IGN. Consultado em 30 de setembro de 2015
11. ↑  Fahey, Mike (23 de setembro de 2008). «The Maw Devours PAX 10 Audience Choice Award». Kotaku. Consultado em 8 de outubro de 2010
12. ↑  «O 12º Festival Anual de Jogos Independentes: Finalistas e Vencedores». Festival de Jogos Independentes. Consultado em 8 de outubro de 2010
13. ↑  Hryb, Larry (6 de abril de 2010). «Cronograma de lançamento do Xbox LIVE Marketplace». majornelson.com. Consultado em 3 de outubro de 2010. Cópia arquivada em 15 de julho de 2010
14. ↑  «Os 25 melhores jogos do Xbox Live Arcade». IGN. 16 de setembro de 2010. Consultado em 16 de setembro de 2010. Cópia arquivada em 18 de setembro de 2010
15. ↑  Ferry (22 de julho de 2009). «No Xbox Live Arcade hoje: Splosion Man». Video Games Blogger. Consultado em 20 de janeiro de 2011
16. ↑  «Bem merecido! Dê os nossos parabéns ao Cap. RT @mrwilford: Obrigado @OXM por votar no Capitão Smiley como "Melhor Novo Personagem" de 2010! Incrível!». Twitter. Official Xbox Magazine. 13 de janeiro de 2011. Consultado em 20 de janeiro de 2011
17. ↑  «Ms. Splosion Man chegará ao Switch na próxima semana». Destructoid. Consultado em 15 de novembro de 2018
18. ↑  «Twisted Pixel Games: Nós Tornamos Incríveis». Consultado em 7 de dezembro de 2021
19. ↑  «EUA processam Meta para impedir 'objetivo de possuir todo o metaverso'» (em inglês). 27 de julho de 2022. Consultado em 27 de julho de 2022
20. ↑  Gilbert, Ben (3 de dezembro de 2010). «Josh Bear, do Twisted Pixel, sobre dar à Sra. Splosion Man mais do que apenas uma reverência». Joystiq. Consultado em 3 de dezembro de 2010
21. 1 2  «Dev Talk-Twisted Pixel Games». Gamer's Mint. 17 de Fevereiro de 2010. Consultado em 20 de Janeiro de 2011. Cópia arquivada em 26 de janeiro de 2011
22. ↑  Alexander, Leigh (19 de julho de 2010). «Twisted Pixel usa Granny 3D da RAD em Comic Jumper, BEARD Engine». Gamasutra. Consultado em 20 de janeiro de 2011
23. ↑  Grubb, Jeff (12 de dezembro de 2019). «Path of the Warrior é Streets of Rage de VR, e já está disponível». VentureBeat. Consultado em 13 de dezembro de 2019